# Grande Prêmio do Azerbaijão de 2017
Grande Prêmio do Azerbaijão de 2017 (formalmente denominado 2017 Formula 1 Azerbaijan Grand Prix) foi a oitava etapa da temporada de 2017 da Fórmula 1. Disputada em 25 de junho de 2017 no Circuito Urbano de Bacu, Bacu, Azerbaijão, foi vencida pelo australiano Daniel Ricciardo. Completam o pódio o finlandês Valtteri Bottas e o canadense Lance Stroll.

## Relatório

### Treino Classificatório
Q1
Assim que as luzes verdes acenderam para o início do treino classificatório, a Ferrari resolveu colocar seus dois carros na pista, enquanto as flechas de prata da Mercedes permaneceram nos boxes. Räikkönen foi o primeiro dos quatro melhores colocados do campeonato a anotar uma volta rápida: 1m43s419. O piloto finlandês permaneceu na primeira colocação até que Hamilton tomasse as rédeas do treino ao marcar a volta mais rápida do final de semana até então, com 1m41s983. Líder das duas primeiras sessões de treinos livres, Verstappen foi o segundo, com Räikkönen em terceiro, Ricciardo em quarto e Kvyat em quinto.
Eliminados: Fernando Alonso (McLaren), Romain Grosjean (Haas), Marcus Ericsson (Sauber), Stoffel Vandoorne (McLaren) e Jolyon Palmer) (Renault)
Q2
Räikkönen mais uma vez foi o primeiro dos ponteiros a anotar uma volta rápida, com 1m42s114. As Mercedes vieram na sequência, e tanto Hamilton como Bottas superaram o tempo do finlandês da Ferrari, com o tricampeão assumindo o primeiro lugar: 1m41s275. Vettel se recuperou do desempenho ruim no Q1, e marcou o terceiro melhor tempo, em volta rápida de 1m41s911, porém, não conseguiu superar os carros da montadora alemã. Destaque para o jovem Lance Stroll, que foi o sétimo, enquanto o companheiro de equipe Felipe Massa ficou em nono.
Eliminados: Daniil Kvyat (Toro Rosso), Carlos Sainz Jr. (Toro Rosso), Kevin Magnussen (Haas), Nico Hülkenberg (Renault) e Pascal Wehrlein (Sauber).
Q3
O Q3 foi iniciado com apenas cinco equipes na disputa pela pole position: Mercedes, Ferrari, RBR, Williams e Force India. E foram os carros germânicos que ditaram o ritmo no início da parte final do treino classificatório. Os pilotos da Mercedes estavam tão bem, que mesmo com Bottas acertando de leve o muro, e Hamilton errando, ambos marcaram os dois melhores tempos, com o finlandês na frente. A sessão caminhava para o término, quando Ricciardo bateu com a parte esquerda traseira de sua RBR, causando uma bandeira vermelha com 3m33s para o fim. As luzes verdes foram novamente acesas, e Hamilton ainda teve tempo de assumir a ponta, marcando a 66ª pole dele na carreira, com 1m40s593.

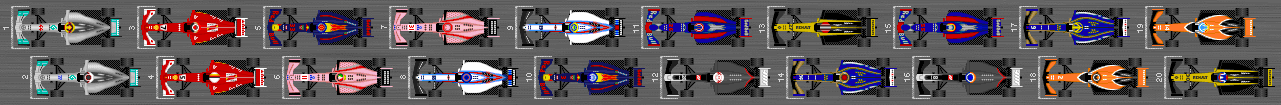
Grid de Largada

### Corrida

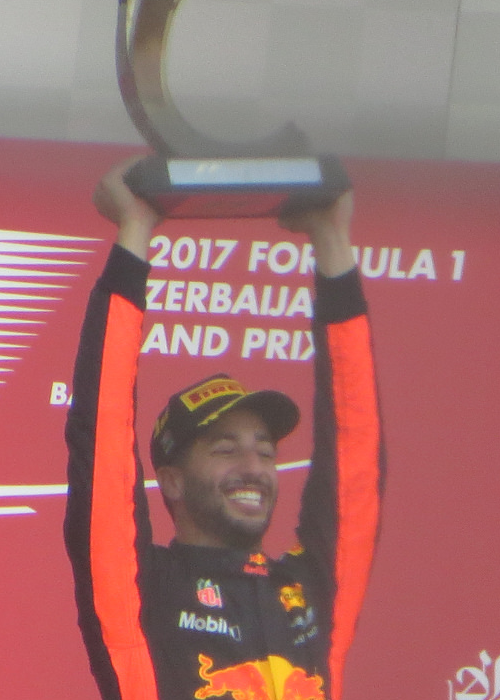
Ricciardo venceu a prova

Confusão na largada para o GP do Azerbaijão. Hamilton sustentou a liderança com tranquilidade, enquanto Bottas se enrolou com Räikkönen, ficando pelo caminho com o pneu dianteiro direito furado. Com o incidente entre os dois finlandeses, Vettel assumiu a segunda colocação, seguido do mexicano Sergio Pérez. Massa fez grande largada, saindo da nona para a sexta posição, ultrapassando, inclusive, o companheiro de equipe Lance Stroll. O início da prova também foi marcado por uma rodada de Carlos Sainz Jr, que se assustou com a volta repentina de Daniil Kvyat à pista após o russo ter aberto demais a curva.
Bottas tem que antecipar sua parada graças ao furo no pneu proveniente da batida com Räikkönen. O finlandês da Mercedes coloca pneus macios e volta em último.
Se Fernando Alonso não consegue brigar por vitórias na Formula 1, pelo menos o espanhol tenta se divertir ao máximo nas corridas. Mesmo com o déficit de velocidade da McLaren, o bicampeão mundial demonstra toda sua destreza ao ultrapassar a Sauber de Marcus Ericsson.
Quase que ao mesmo tempo, Kvyat e Max Verstappen abandonam, ambos com problemas nos respectivos carros. O holandês perseguia Pérez pelo terceiro lugar na prova.
Carro de Kvyat é retirado pelo guincho. Safety car na pista. Hamilton reclama no rádio sobre a lentidão do carro de segurança: "Não consigo aquecer os pneus".
Relargada fantástica para Massa, que ultrapassa Räikkönen e Ocon para assumir o quarto lugar. Pérez não teve a mesma sorte, e na disputa com Vettel, permaneceu em terceiro.
Com mais um safety car por conta de detritos na pista, Hamilton freia para abrir distância do carro de segurança, Vettel não consegue desviar e toca na traseira do tricampeão. O alemão se irrita e joga a Ferrari para cima do rival, em praticamente uma "briga de trânsito".
Na relargada, mais um show de Massa, que ultrapassa Pérez para ser o terceiro. O mexicano é atingido pelo companheiro de equipe Ocon, e ambos vão para os boxes. Räikkönen pega detritos na pista e tem o pneu traseiro direito furado. O finlandês é obrigado a abandonar o GP do Azerbaijão por causa de danos na suspensão até chegar aos boxes.

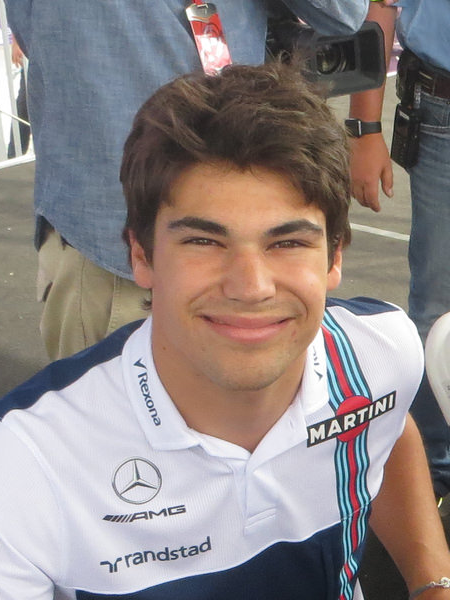
Stroll conquistou seu primeiro pódio

Bandeira vermelha acionada para retirada dos detritos na pista. Lewis Hamilton observa a traseira da Mercedes para ver os danos causados pela batida com Vettel.
Na relargada, Felipe Massa diz pelo rádio que está com problemas no carro, que treme muito na reta. Com isso, ele é ultrapassado por Stroll e Ricciardo. Hamilton mantém a ponta. Bela ultrapassagem de Magnussen sobre a Renault de Hülkenberg. O alemão da Renault bate sozinho, quebrando a roda dianteira direita. Fim de prova para ele. Massa, que vinha em prova impressionante, tem que abandonar com problemas no carro da Williams.
Espuma protetora do cockpit sai, e Hamilton tem que segurar a peça, com a outra mão no volante a mais de 300 km/h. Com isso, é obrigado a parar nos boxes para trocar a peça. Hamilton nos boxes para a troca do protetor. Inglês perde a liderança para Vettel, mas, ele é punido e terá que pagar um drive through de 10s nos boxes pela batida em Hamilton. Tetracampeão da Ferrari cumpre a punição e voltou na frente de Hamilton.
Disputa ferrenha entre três campeões mundiais por posições na pista: Alonso, Vettel e Hamilton. São nove títulos envolvidos. Alonso, obviamente, leva a pior com a McLaren.
Sergio Pérez, depois de quase abandonar a prova na volta 21 por uma colisão com seu companheiro de equipe, retornou à corrida após reparos no carro sob bandeira vermelha acionada, mas abandona a prova na volta em definitivo na volta 39 por estar com seu assento quebrado.
Chegada é marcada por ultrapassagem de Bottas sobre Stroll nos metros finais. Daniel Ricciardo que, largando da 10ª colocação, saiu ileso de diversas confusões na prova e venceu a primeira dele na temporada, quinta na carreira. O triunfo da RBR também é o primeiro em 2017 de uma equipe que não seja a Ferrari ou a Mercedes.

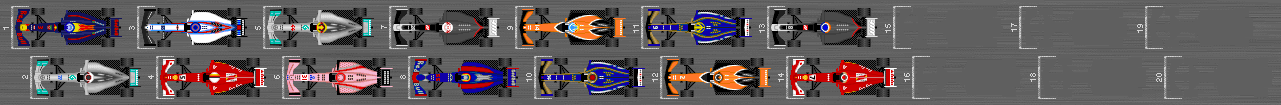
Resultado da corrida

## Pneus
| Nome do composto | Cor | Banda de rolamento | Condições de Tempo | Dry Type  | Aderência      | Longevidade   |
| ---------------- | --- | ------------------ | ------------------ | --------- | -------------- | ------------- |
| Super Macio      |     | Slick (P Zero)     | Seco               | Supersoft | Mais aderência | Menos durável |
| Macio            |     | Slick (P Zero)     | Seco               | Soft      | Médio          | Médio         |
| Medio            |     | Slick (P Zero)     | Seco               | Medium    | Médio          | Médio         |

## Resultados

### Treino Classificatório
| Pos.                     | Nº | Piloto            | Construtor           | Q1       | Q2       | Q3       | Grid |
| ------------------------ | -- | ----------------- | -------------------- | -------- | -------- | -------- | ---- |
| 1                        | 44 | Lewis Hamilton    | Mercedes             | 1:41.983 | 1:41.275 | 1:40.593 | 1    |
| 2                        | 77 | Valtteri Bottas   | Mercedes             | 1:43.026 | 1:41.502 | 1:41.027 | 2    |
| 3                        | 7  | Kimi Räikkönen    | Ferrari              | 1:42.678 | 1:42.090 | 1:41.693 | 3    |
| 4                        | 5  | Sebastian Vettel  | Ferrari              | 1:42.952 | 1:41.911 | 1:41.841 | 4    |
| 5                        | 33 | Max Verstappen    | Red Bull-TAG Heuer   | 1:42.544 | 1:41.961 | 1:41.879 | 5    |
| 6                        | 11 | Sergio Pérez      | Force India-Mercedes | 1:43.162 | 1:42.467 | 1:42.111 | 6    |
| 7                        | 31 | Esteban Ocon      | Force India-Mercedes | 1:43.051 | 1:42.751 | 1:42.186 | 7    |
| 8                        | 18 | Lance Stroll      | Williams-Mercedes    | 1:43.613 | 1:42.753 | 1:42.753 | 8    |
| 9                        | 19 | Felipe Massa      | Williams-Mercedes    | 1:43.165 | 1:42.735 | 1:42.798 | 9    |
| 10                       | 3  | Daniel Ricciardo  | Red Bull-TAG Heuer   | 1:42.857 | 1:42.215 | 1:43.414 | 10   |
| 11                       | 26 | Daniil Kvyat      | Toro Rosso           | 1:42.927 | 1:43.186 | —        | 11   |
| 12                       | 55 | Carlos Sainz Jr.  | Toro Rosso           | 1:43.489 | 1:43.347 | —        | 15 1 |
| 13                       | 20 | Kevin Magnussen   | Haas-Ferrari         | 1:44.029 | 1:43.796 | —        | 12   |
| 14                       | 27 | Nico Hülkenberg   | Renault              | 1:43.930 | 1:44.267 | —        | 13   |
| 15                       | 94 | Pascal Wehrlein   | Sauber-Ferrari       | 1:44.317 | 1:44.603 | —        | 14   |
| 16                       | 14 | Fernando Alonso   | McLaren-Honda        | 1:44.334 | —        | —        | 19 2 |
| 17                       | 8  | Romain Grosjean   | Haas-Ferrari         | 1:44.468 | —        | —        | 16   |
| 18                       | 9  | Marcus Ericsson   | Sauber-Ferrari       | 1:44.795 | —        | —        | 17   |
| 19                       | 2  | Stoffel Vandoorne | McLaren-Honda        | 1:45.030 | —        | —        | 18 3 |
| 20                       | 30 | Jolyon Palmer     | Renault              | S/Tempo  | —        | —        | 20   |
| Tempo dos 107%: 1:49.121 |    |                   |                      |          |          |          |      |
| Fonte:                   |    |                   |                      |          |          |          |      |

Notas
↑1  - Carlos Sainz Jr. (Toro Rosso) perdeu três posições no grid por ter causado a batida com Felipe Massa (Williams) e Romain Grosjean (Haas) na corrida do Grande Prêmio do Canadá.
↑2  - Fernando Alonso (McLaren) perdeu 40 posições por ter usado componentes adicionais na unidade de potência.
↑3  - Stoffel Vandoorne (McLaren) perdeu 35 posições por ter usado componentes adicionais na unidade de potência e mudança não progamada na caixa de câmbio.

### Corrida
| Pos.   | Nu. | Piloto            | Construtor           | Voltas | Tempo/Retirado    | Grid | Pontos |
| ------ | --- | ----------------- | -------------------- | ------ | ----------------- | ---- | ------ |
| 1      | 3   | Daniel Ricciardo  | Red Bull-TAG Heuer   | 51     | 2:03:55.573       | 10   | 25     |
| 2      | 77  | Valtteri Bottas   | Mercedes             | 51     | +3.904            | 2    | 18     |
| 3      | 18  | Lance Stroll      | Williams-Mercedes    | 51     | +4.009            | 8    | 15     |
| 4      | 5   | Sebastian Vettel  | Ferrari              | 51     | +5.976            | 4    | 12     |
| 5      | 44  | Lewis Hamilton    | Mercedes             | 51     | +6.188            | 1    | 10     |
| 6      | 31  | Esteban Ocon      | Force India-Mercedes | 51     | +30.298           | 7    | 8      |
| 7      | 20  | Kevin Magnussen   | Haas-Ferrari         | 51     | +41.753           | 12   | 6      |
| 8      | 55  | Carlos Sainz Jr.  | Toro Rosso           | 51     | +49.400           | 15   | 4      |
| 9      | 14  | Fernando Alonso   | McLaren-Honda        | 51     | +59.551           | 19   | 2      |
| 10     | 94  | Pascal Wehrlein   | Sauber-Ferrari       | 51     | +1:29.093         | 14   | 1      |
| 11     | 9   | Marcus Ericsson   | Sauber-Ferrari       | 51     | +1:31.794         | 17   |        |
| 12     | 2   | Stoffel Vandoorne | McLaren-Honda        | 51     | +1:32.160         | 18   |        |
| 13     | 8   | Romain Grosjean   | Haas-Ferrari         | 50     | +1 Volta          | 16   |        |
| 14     | 7   | Kimi Räikkönen    | Ferrari              | 46     | +5 Voltas         | 3    |        |
| Ret    | 11  | Sergio Pérez      | Force India-Mercedes | 39     | Banco quebrado    | 6    |        |
| Ret    | 19  | Felipe Massa      | Williams-Mercedes    | 25     | Suspensão         | 9    |        |
| Ret    | 27  | Nico Hülkenberg   | Renault              | 24     | Colisão           | 13   |        |
| Ret    | 33  | Max Verstappen    | Red Bull-TAG Heuer   | 12     | Unid. de potência | 5    |        |
| Ret    | 26  | Daniil Kvyat      | Toro Rosso           | 9      |                   | 11   |        |
| Ret    | 30  | Jolyon Palmer     | Renault              | 7      | Unid. de potência | 20   |        |
| Fonte: |     |                   |                      |        |                   |      |        |

## Voltas na Liderança
- Commons

| Nº de Voltas | Piloto           | Voltas  |
| ------------ | ---------------- | ------- |
| 30           | Lewis Hamilton   | (1-30)  |
| 18           | Daniel Ricciardo | (34-51) |
| 3            | Sebastian Vettel | (31-33) |

## Curiosidades
- Primeiro pódio da carreira de Lance Stroll, que se tornou o mais jovem piloto a subir no pódio numa temporada de estreia aos 18 anos e 239 dias.[nota 1]
- É a primeira vez que um piloto canadense sobe ao pódio desde Jacques Villeneuve no Grande Prêmio da Alemanha de 2001.
- Últimos pontos de Pascal Wehrlein.
- Último pódio da Williams até o Grande Prêmio da Bélgica de 2021.

## 2017DHLFastest Pit Stop Award

### Resultado
| 1      | 5  | Sebastian Vettel  | Ferrari              | 2.62 | 25 |
| 2      | 3  | Daniel Ricciardo  | Red Bull-TAG Heuer   | 2.64 | 18 |
| 3      | 31 | Esteban Ocon      | Force India-Mercedes | 2.68 | 15 |
| 4      | 11 | Sergio Pérez      | Force India-Mercedes | 2.71 | 12 |
| 5      | 20 | Kevin Magnussen   | Haas-Ferrari         | 2.73 | 10 |
| 6      | 77 | Valtteri Bottas   | Mercedes             | 2.75 | 8  |
| 7      | 2  | Stoffel Vandoorne | McLaren-Honda        | 2.77 | 6  |
| 8      | 44 | Lewis Hamilton    | Mercedes             | 2.92 | 4  |
| 9      | 8  | Romain Grosjean   | Haas-Ferrari         | 2.95 | 2  |
| 10     | 55 | Carlos Sainz Jr.  | Toro Rosso           | 3.08 | 1  |
| Fonte: |    |                   |                      |      |    |

### Classificação
| Tabela do DHL Fastest Pit Stop Award \| Pos \| Construtor \| Pontos \| Var \| \| --- \| -------------------- \| ------ \| --- \| \| 1 \| Williams-Mercedes \| 170 \| 0 \| \| 2 \| Mercedes \| 170 \| 0 \| \| 3 \| Red Bull-TAG Heuer \| 146 \| 0 \| \| 4 \| Force India-Mercedes \| 101 \| 0 \| \| 5 \| Ferrari \| 90 \| 1 \| \| 6 \| Toro Rosso \| 74 \| 1 \| \| 7 \| Haas-Ferrari \| 30 \| 1 \| \| 8 \| McLaren-Honda \| 27 \| 1 \| \| 9 \| Sauber-Ferrari \| 0 \| 0 \| \| 10 \| Renault \| 0 \| 0 \| |                      |        |     |
| Pos | Construtor           | Pontos | Var |
| 1 | Williams-Mercedes    | 170    | 0   |
| 2 | Mercedes             | 170    | 0   |
| 3 | Red Bull-TAG Heuer   | 146    | 0   |
| 4 | Force India-Mercedes | 101    | 0   |
| 5 | Ferrari              | 90     | 1   |
| 6 | Toro Rosso           | 74     | 1   |
| 7 | Haas-Ferrari         | 30     | 1   |
| 8 | McLaren-Honda        | 27     | 1   |
| 9 | Sauber-Ferrari       | 0      | 0   |
| 10 | Renault              | 0      | 0   |

## Tabela do campeonato após a corrida
Somente as cinco primeiras posições estão incluídas nas tabelas.
| Pos | Piloto           | Pontos | Var |
| --- | ---------------- | ------ | --- |
| 1   | Sebastian Vettel | 153    | 0   |
| 2   | Lewis Hamilton   | 139    | 0   |
| 3   | Valtteri Bottas  | 111    | 0   |
| 4   | Daniel Ricciardo | 92     | 1   |
| 5   | Kimi Räikkönen   | 73     | 1   |

| Pos | Construtor           | Pontos | Var |
| --- | -------------------- | ------ | --- |
| 1   | Mercedes             | 250    | 0   |
| 2   | Ferrari              | 226    | 0   |
| 3   | Red Bull-TAG Heuer   | 137    | 0   |
| 4   | Force India-Mercedes | 79     | 0   |
| 5   | Williams-Mercedes    | 37     | 1   |